# 市民手作り番組
市民手作り番組（しみんてづくりばんぐみ）は、一般市民が制作したラジオ番組を放送するエフエム会津の番組枠である。殆どが、ひとつのジャンルに絞った音楽番組である。

## 代表的な番組
- ザビのいつだってミュージックジャーニー

## 過去に放送された番組
- しょうちゃんのフレンドラジオ
- ラジオ四次元ポケット
- Old Timer
- じゅんのアニメ学園放送局